# Il grande sogno di Maya
Il grande sogno di Maya (ガラスの仮面?, Garasu no kamen, lett. "La maschera di vetro") è un manga scritto e disegnato da Suzue Miuchi, iniziato nel 1976 e ancora in fase di pubblicazione, che racconta la storia di una ragazza che sogna di diventare una grande attrice. Dal manga sono state tratte due serie anime, una prodotta nel 1984 e una nel 2005, più un OAV prodotto nel 1998, oltre che un dorama in 2 stagioni nel 1997-98 con Yumi Adachi e Seiichi Tanabe nei ruoli rispettivamente di protagonisti femminile e maschile. 
Nel giugno 2013 uscì un film parodia dedicato alla serie, seguito nel 2016 da 3-nen D-Gumi Glass no kamen, ambientato nella tipica scuola giapponese.
Nel gennaio del 2020 in Giappone è stato messo in scena lo spettacolo teatrale de La dea scarlatta, basato, appunto, sulla storia della dea ideata dall'autrice.
Il titolo originale significa "La maschera di vetro", e si riferisce metaforicamente alla maschera che gli attori indossano quando esprimono delle emozioni che non sono realmente loro, e al fatto che tale maschera è fragile come il vetro: se gli attori si distraggono la maschera può rompersi mostrando al pubblico i loro veri sentimenti. Il titolo italiano fa invece riferimento al nome della protagonista, Maya Kitajima, e alla sua grande ambizione di calcare il palcoscenico.

## Trama
Maya Kitajima è una ragazzina orfana di padre che vive con la madre Haru in un modesto appartamento sopra il ristorante cinese dove la madre lavora. Considerata una pasticciona sempre con la testa tra le nuvole, si appassiona alla televisione e al teatro, facendo di tutto per assistere agli spettacoli.
Un giorno viene notata casualmente da Chigusa Tsukikage, insegnante di teatro e già attrice di successo, che la vede intrattenere dei bambini recitando parti di uno sceneggiato. La donna scorge subito in lei un grande potenziale, così la prende come allieva nella sua compagnia teatrale e la inizia al mestiere di attrice in parti sempre più complesse e in spettacoli volti a formare la sua professionalità e forgiare il suo talento.
Maya è frequentemente in competizione con Ayumi Himekawa, attrice sua coetanea della compagnia Ondine, benestante e dotata di grande bellezza e carisma, oltre che figlia di un regista e di un'attrice di successo. Entrambe cercano di prendere parte a molte rappresentazioni in modo da migliorarsi continuamente. Scopo delle due è in particolare acquisire la bravura e il bagaglio di esperienze necessario a interpretare La Dea Scarlatta, una leggendaria opera teatrale i cui diritti di rappresentazione sono in mano alla signora Tsukikage, che da anni forma nuove attrici nella speranza di trovare la persona adatta per il ruolo della Dea. La Dea Scarlatta infatti è indissolubilmente legata alla vita della signora Tsukikage: era un'opera drammatica a sfondo storico di enorme successo, scritta apposta per lei dal suo mentore che le aveva lasciato tutti i diritti dell'opera alla sua morte: al culmine della sua carriera però la donna rimase vittima di un incidente sul set e rimase sfigurata, e non potendo più calcare le scene decide di cercare e formare una sua degna sostituta. Per Ayumi ottenere la parte la solleverebbe dall'ingombrante peso del nome dei suoi genitori (anche la madre è stata allieva della signora Tsukikage e ambiva a quel ruolo), e sia per lei sia per Maya interpretare quella parte le consacrerebbe a migliore attrice del Giappone.
Maya affronterà molti ostacoli e sfide (non solo sul palcoscenico) e sarà sostenuta negli anni da un ammiratore segreto, meglio noto come "ammiratore delle rose scarlatte" vista la sua abitudine di inviarle tali fiori in occasione di ogni rappresentazione o evento importante; Maya ignora che l'ammiratore sia Masumi Hayami, affarista senza scrupoli completamente votato alla sua azienda, la Daito Art Production; l'uomo è stato cresciuto con durezza dal padre, proprio per prepararsi a dirigere l'azienda. L'incontro con Maya cambierà molto Masumi, che con il procedere della storia capirà di essere innamorato della ragazza, oltre ad ammirare il suo talento.
Particolarità dell'opera è l'estrema cura dedicata alle rappresentazioni teatrali in cui recitano le protagoniste: alcune reali, spaziando in opere occidentali (tra cui Piccole donne, Coppelia, Carmilla) e giapponesi (per esempio Take kurabe), altre inventate appositamente dall'autrice.

## Media

### Manga
Glass no kamen è stato pubblicato in Giappone sulla rivista Hana to yume dell'editore Hakusensha e raccolto in 49 tankōbon dal prezzo di 420 yen. La storia si dipana a partire dai 13 anni di Maya fino ad arrivare ai suoi 19 anni: l'anime del 1984 che è stato tratto dal manga, narra soltanto la vicenda dei primi 13 tankobon. In Italia il manga è stato pubblicato da Star Comics in volumetti di circa 180 pagine che presentano il senso di lettura alla giapponese (da destra verso sinistra).
A partire dal 1994 l'editore Hakusensha ha iniziato la ristampa dell'opera in volumetti brossurati di oltre 300 pagine, più curati tipograficamente e più costosi (600 yen) della prima edizione.
In Giappone il fumetto vive una pubblicazione molto travagliata e dilatata a causa del perfezionismo dell'autrice, che impiega molto tempo nel suo lavoro e lo rielabora ogni volta che viene trasferito dal formato ad episodi su rivista a quello monografico su volumetti; questa caratteristica ha valso all'autrice il soprannome di tartaruga Dopo anni di pausa, Suzue Miuchi ha annunciato nel 2008 che la pubblicazione della sua opera sarebbe ripresa con un ritmo regolare a partire da luglio dello stesso anno; in ogni caso nel 2009, dopo 34 anni e oltre 50 milioni di copie vendute, l'autrice ha affermato che era ormai arrivato il tempo di mettere in breve tempo la parola fine alle avventure di Maya.

#### Volumi
| Nº | Data di prima pubblicazione | Data di prima pubblicazione | Data di prima pubblicazione |
| Nº | Giapponese                  | Giapponese                  | Italiano                    |
| -- | --------------------------- | --------------------------- | --------------------------- |
| 1  | 20 aprile 1976              | ISBN 4-592-11091-9          | 1º ottobre 2001             |
| 2  | 20 luglio 1976              | ISBN 4-592-11092-7          | 1º novembre 2001            |
| 3  | 20 febbraio 1977            | ISBN 4-592-11093-5          | 1º dicembre 2001            |
| 4  | 20 maggio 1977              | ISBN 4-592-11094-3          | 1º gennaio 2002             |
| 5  | 20 agosto 1977              | ISBN 4-592-11095-1          | 1º febbraio 2002            |
| 6  | 20 ottobre 1977             | ISBN 4-592-11096-X          | 1º marzo 2002               |
| 7  | 20 febbraio 1978            | ISBN 4-592-11097-8          | 1º aprile 2002              |
| 8  | 20 giugno 1978              | ISBN 4-592-11098-6          | 1º maggio 2002              |
| 9  | 20 settembre 1978           | ISBN 4-592-11099-4          | 1º giugno 2002              |
| 10 | 20 gennaio 1979             | ISBN 4-592-11100-1          | 25 luglio 2002              |
| 11 | 20 aprile 1979              | ISBN 4-592-11101-X          | 25 agosto 2002              |
| 12 | 20 agosto 1979              | ISBN 4-592-11102-8          | 24 settembre 2002           |
| 13 | 20 dicembre 1979            | ISBN 4-592-11103-6          | 19 ottobre 2002             |
| 14 | 24 aprile 1980              | ISBN 4-592-11104-4          | 19 novembre 2002            |
| 15 | 25 giugno 1980              | ISBN 4-592-11105-2          | 19 dicembre 2002            |
| 16 | 25 agosto 1980              | ISBN 4-592-11106-0          | 24 gennaio 2003             |
| 17 | 25 novembre 1980            | ISBN 4-592-11107-9          | 19 febbraio 2003            |
| 18 | 25 febbraio 1981            | ISBN 4-592-11108-7          | 19 marzo 2003               |
| 19 | 25 maggio 1981              | ISBN 4-592-11109-5          | 19 aprile 2003              |
| 20 | 25 settembre 1981           | ISBN 4-592-11110-9          | 19 maggio 2003              |
| 21 | 25 dicembre 1981            | ISBN 4-592-11111-7          | 19 giugno 2003              |
| 22 | 25 marzo 1982               | ISBN 4-592-11112-5          | 19 luglio 2003              |
| 23 | 25 luglio 1982              | ISBN 4-592-11113-3          | 19 agosto 2003              |
| 24 | 25 ottobre 1982             | ISBN 4-592-11114-1          | 19 settembre 2003           |
| 25 | 25 aprile 1983              | ISBN 4-592-11115-X          | 19 ottobre 2003             |
| 26 | 25 giugno 1983              | ISBN 4-592-11116-8          | 19 novembre 2003            |
| 27 | 24 novembre 1983            | ISBN 4-592-11117-6          | 19 dicembre 2003            |
| 28 | 24 marzo 1984               | ISBN 4-592-11118-4          | 19 gennaio 2004             |
| 29 | 22 agosto 1984              | ISBN 4-592-11119-2          | 19 febbraio 2004            |
| 30 | 25 febbraio 1985            | ISBN 4-592-11120-6          | 19 marzo 2004               |
| 31 | 25 agosto 1985              | ISBN 4-592-11121-4          | 15 aprile 2004              |
| 32 | 25 giugno 1986              | ISBN 4-592-11122-2          | 17 maggio 2004              |
| 33 | 31 marzo 1987               | ISBN 4-592-11123-0          | 17 giugno 2004              |
| 34 | 30 dicembre 1987            | ISBN 4-592-11124-9          | 16 luglio 2004              |
| 35 | 31 agosto 1988              | ISBN 4-592-11125-7          | 16 agosto 2004              |
| 36 | 30 settembre 1989           | ISBN 4-592-11126-5          | 13 settembre 2004           |
| 37 | 25 ottobre 1990             | ISBN 4-592-11127-3          | 13 ottobre 2004             |
| 38 | 31 marzo 1992               | ISBN 4-592-11128-1          | 12 novembre 2004            |
| 39 | 25 ottobre 1992             | ISBN 4-592-11129-X          | 13 dicembre 2004            |
| 40 | 25 settembre 1993           | ISBN 4-592-11130-3          | 13 gennaio 2005             |
| 41 | 25 dicembre 1998            | ISBN 4-592-17001-6          | 14 febbraio 2005            |
| 42 | 25 dicembre 2004            | ISBN 4-592-17002-4          | 14 marzo 2005               |
| 43 | 30 gennaio 2009             | ISBN 4-592-17003-2          | 23 settembre 2009           |
| 44 | 30 agosto 2009              | ISBN 4-592-17004-0          | 24 febbraio 2010            |
| 45 | 5 ottobre 2010              | ISBN 4-592-17005-9          | 22 febbraio 2011            |
| 46 | 5 novembre 2010             | ISBN 4-592-17006-7          | 23 marzo 2011               |
| 47 | 30 luglio 2011              | ISBN 4-592-17007-5          | 21 dicembre 2011            |
| 48 | 1º marzo 2012               | ISBN 4-592-17008-3          | 20 settembre 2012           |
| 49 | 1º ottobre 2012             | ISBN 4-592-17009-1          | 23 maggio 2013              |
| 50 | —                           | ISBN 4-592-17010-5          | —                           |

### Anime

Maya Kitajima

Sono stati realizzati tre adattamenti animati della serie: una prima serie di 23 episodi prodotta dalla Eiken nel 1984, poi un remake in OAV dei primi capitoli del manga nel 1998 dalla TMS Entertainment dal titolo "La maschera di vetro" (ガラスの仮面～千の仮面を持つ少女～?, garasu no kamen ~sen no kamen wo motsu shōjo~), infine nel 2005 un remake in 51 episodi sempre dalla TMS, che riprende la storia dall'inizio.

#### Anime del 1984
L'anime prodotto dalla Eiken avrebbe dovuto essere di 26 episodi, ma visto lo scarso successo ottenuto in Giappone, è stato interrotto all'episodio 22 (più uno riassuntivo), corrispondente al tredicesimo tankobon del manga. Il cartone animato ha invece avuto un discreto successo in Italia (dove è stato trasmesso per la prima volta da Italia 1 nell'estate del 1985 ma soltanto con 22 dei 23 episodi accompagnati dall'omonima sigla cantata da Cristina D'Avena) ed in Francia (col titolo Laura ou la passion du théâtre). È stato inoltre riproposto nel 2009 sul canale satellitare RaiSat Smash Girls. Nella seconda metà del 2009 la RAI propone nuovamente il cartone, in collaborazione con la Yamato Video, sul canale tematico Rai Gulp sul digitale terrestre Italiano e Tivùsat. Nell'edizione Yamato Video non appare la sigla Italiana, cantata da Cristina D'Avena e presente in diverse raccolte di sigle TV, bensì quella originale giapponese. L'episodio 23 è stato trasmesso nel 2011 su Man-ga, ma in lingua originale e sottotitolato in italiano.

##### Le "rose scarlatte" dell'edizione italiana
Le rose che Masumi Hayami fa puntualmente recapitare a Maya Kitajima sono definite murasaki (紫?), cioè purpuree, ma nell'edizione italiana del cartone animato sono impropriamente definite "scarlatte" o "rosse" nonostante siano evidentemente di colore violaceo. L'edizione italiana del manga, benché del tutto fedele all'originale, non ha volontariamente corretto questo errore data la sua penetrazione nell'immaginario collettivo del fandom. Dopo la prima messa in onda dell'anime, questi aggettivi, giudicati errati, sono stati eliminati quasi totalmente dal doppiaggio. La cosa è percepibile per il tono di voce dei personaggi, che quando si riferiscono alle rose hanno un tono di voce "spezzato" che lascia intuire che dopo la parola "rose" ci sarebbe stato qualcos'altro, che è stato evidentemente eliminato. L'edizione Yamato del DVD ha utilizzato la colonna audio "censurata" da Mediaset e non l'edizione originale del doppiaggio italiano senza tagli.

##### Doppiaggio
Il doppiaggio italiano è stato eseguito presso lo Studio Monachesi con la collaborazione della COOP. ADC, sotto la direzione di Marco Balbi e di Raffaele Fallica.
| Personaggio                                    | Doppiatore originale | Doppiatore italiano |
| ---------------------------------------------- | -------------------- | ------------------- |
| Maya Kitajima                                  | Masako Katsuki       | Elda Olivieri       |
| Rei Aoki                                       | Keiko Toda           | Silvana Fantini     |
| Yu Sakurakoji                                  | Yūji Mitsuya         | Marcello Cortese    |
| Chigusa Tsukikage                              | Taeko Nakanishi      | Laura Rizzoli       |
| Ayumi Himekawa                                 | Minori Matsushima    | Elisabetta Cesone   |
| Masumi Hayami                                  | Nachi Nozawa         | Agostino De Berti   |
| Sayaka Minazuki                                |                      | Lisa Mazzotti       |
| Hajime Onodera, regista della compagnia Ondine |                      | Carlo Bonomi        |
| Voce narrante                                  | Haruko Kitahama      | Rosetta Salata      |

##### Episodi
Questo è l'elenco dei titoli delle puntate dell'anime prodotto dalla Eiken.
| Nº | Titolo italiano Giapponese 「Kanji」 - Rōmaji                                            | In onda           | In onda        |
| Nº | Titolo italiano Giapponese 「Kanji」 - Rōmaji                                            | Giapponese        | Italiano       |
| 1  | Un incontro importante 「春の嵐」 - Haru no arashi                                       | 9 aprile 1984     | 20 maggio 1985 |
| 2  | La rosa scarlatta 「紫のバラの人」 - Murasaki no bara no hito                            | 16 aprile 1984    | 22 maggio 1985 |
| 3  | Una graziosa rivale 「美しいライバル」 - Utsukushī Raibaru                               | 23 aprile 1984    | 24 maggio 1985 |
| 4  | La battaglia solitaria 「孤独な戦い」 - Kodoku na tatakai                                | 30 aprile 1984    | 27 maggio 1985 |
| 5  | Una grande soddisfazione 「ふたりの美登利」 - Futari no midori                           | 7 maggio 1984     | 29 maggio 1985 |
| 6  | I nemici della compagnia 「全国大会のワナ」 - Zenkoku taikai no wana                     | 14 maggio 1984    | 31 maggio 1985 |
| 7  | Sola sul palcoscenico 「たったひとりの舞台」 - Tatta hitori no butai                     | 21 maggio 1984    | 3 giugno 1985  |
| 8  | Il caldo cuore di Masumi 「真澄の熱い想い」 - Masumi no atsui omoi                       | 28 maggio 1984    | 5 giugno 1985  |
| 9  | Un'attrice del cinema 「はじめての映画出演」 - Hajimete no eiga shutsuen                 | 4 giugno 1984     | 7 giugno 1985  |
| 10 | Un nuovo tentativo 「新しい試練」 - Atarashī shiren                                      | 11 giugno 1984    | 10 giugno 1985 |
| 11 | L'infallibile Maya 「舞台あらし」 - Butai arashi                                         | 18 giugno 1984    | 12 giugno 1985 |
| 12 | Io sono Catherine 「わたしはキャサリン」 - Watashi wa Kyasarin                           | 25 giugno 1984    | 14 giugno 1985 |
| 13 | L'amore è un mosaico 「恋はモザイクもよう」 - Koi wa Mozaiku mo yō                       | 2 luglio 1984     | 17 giugno 1985 |
| 14 | Nelle vesti di una bambola 「新しい役は人形」 - Atarashī yaku wa ningyō                  | 9 luglio 1984     | 19 giugno 1985 |
| 15 | Il teatro sotterraneo 「ようこそ！地下劇場へ！！」 - Yōkoso! Chika gekijō e! !           | 16 luglio 1984    | 21 giugno 1985 |
| 16 | L'immagine della mamma 「母の面影」 - Haha no omokage                                    | 23 luglio 1984    | 24 giugno 1985 |
| 17 | Dov'è l'amico delle rose? 「紫のバラの人はどこに」 - Murasaki no bara no hito wa doko ni | 30 luglio 1984    | 26 giugno 1985 |
| 18 | Una sfida per Helen 「ヘレンの挑戦」 - Heren no chōsen                                   | 6 agosto 1984     | 28 giugno 1985 |
| 19 | Un'audizione combattuta 「白熱のオーディション」 - Hakunetsu no Ōdishon                  | 20 agosto 1984    | 1º luglio 1985 |
| 20 | Le due Helen 「二人のヘレン」 - Futari no Heren                                          | 27 agosto 1984    | 3 luglio 1985  |
| 21 | Maya, candidata a un premio 「助演女優賞候補！！」 - Joen joyū shōkōho!!                 | 3 settembre 1984  | 5 luglio 1985  |
| 22 | Verso nuovi sogni 「新しい扉」 - Atarashī tobira                                         | 17 settembre 1984 | 8 luglio 1985  |
| 23 | La mia Maya 「わたしのマヤ」 - Watashi no Maya                                           | 24 settembre 1984 | 24 maggio 2011 |

#### OAV del 1998

##### Doppiaggio
Il doppiaggio italiano, a cura della Shin Vision è stato eseguito nel 2004 presso lo studio TIME OUT sotto la direzione di Tiziana Lattuca. I dialoghi italiani sono di Laura Vergelli.
| Personaggio       | Doppiatore originale | Doppiatore italiano |
| ----------------- | -------------------- | ------------------- |
| Maya Kitajima     | Masako Katsuki       | Ilaria Latini       |
| Ayumi Himekawa    | Minori Matsushima    | Claudia Pittelli    |
| Chigusa Tsukikage | Keiko Toda           | Alessandra Cassioli |
| Masumi Hayami     | Nachi Nozawa         | Tony Sansone        |
| Rei Aoki          | Urara Takano         | Chiara Colizzi      |
| Sayaka Minazuki   | Mayumi Iizuka        | Valentina Mari      |
| Yuu Sakurakouji   | Ryōtarō Okiayu       | Massimiliano Alto   |
| Hajime Onodera    | Yukimasa Kishino     | Roberto Draghetti   |

##### Episodi
| Nº | Titolo italiano Giapponese 「Kanji」 - Rōmaji                            | Prima edizione   | Prima edizione |
| Nº | Titolo italiano Giapponese 「Kanji」 - Rōmaji                            | Giapponese       | Italiano       |
| 1  | La strada per diventare attrici 「女優への旅立ち」 - Joyū e no tabidachi | 16 dicembre 1998 | 26 maggio 2004 |
| 2  | Scala di fuoco 「炎の階段」 - Honoo no kaidan                            | 1999             | 26 maggio 2004 |
| 3  | Attraverso la tempesta 「嵐の中を行く」 - Arashi no naka wo iku          | 21 aprile 1999   | 26 maggio 2004 |

#### Anime del 2005

##### Episodi
Questa serie prodotta in 51 episodi è ancora inedita in Italia.
| Nº | Giapponese 「Kanji」 - Rōmaji                             | In onda           | In onda |
| Nº | Giapponese 「Kanji」 - Rōmaji                             | Giapponese        |         |
| 1  | 「千の仮面をもつ少女」 - Sen no kamen o motsu shōjo       | 5 aprile 2005     |         |
| 2  | 「ビビの仮面」 - Bibi no kamen                            | 12 aprile 2005    |         |
| 3  | 「逃げた小鳥」 - Nigeta kotori                            | 19 aprile 2005    |         |
| 4  | 「炎の階段」 - Honoo no kaidan                            | 26 aprile 2005    |         |
| 5  | 「限られたセリフ」 - Kagirareta serifu                    | 3 maggio 2005     |         |
| 6  | 「あたしのベス」 - Atashi no Besu                         | 17 maggio 2005    |         |
| 7  | 「紫のバラ」 - Murasaki no bara                           | 24 maggio 2005    |         |
| 8  | 「風の中を行く」 - Kaze no naka wo yuku                   | 31 maggio 2005    |         |
| 9  | 「新しい美登利」 - Atarashī midori                        | 7 giugno 2005     |         |
| 10 | 「たけくらべ 二人の美登利」 - Takekurabe futari no midori | 14 giugno 2005    |         |
| 11 | 「春の嵐」 - Haru no arashi                               | 21 giugno 2005    |         |
| 12 | 「一人きりの舞台」 - Hitorikiri no butai                  | 21 giugno 2005    |         |
| 13 | 「あした草」 - Ashita kusa                                | 28 giugno 2005    |         |
| 14 | 「宿命のライバル」 - Shukumei no Raibaru                  | 5 luglio 2005     |         |
| 15 | 「罠」 - Wana                                             | 12 luglio 2005    |         |
| 16 | 「舞台あらし」 - Butai arashi                             | 19 luglio 2005    |         |
| 17 | 「嵐が丘」 - Arashi-ga-oka                                | 26 luglio 2005    |         |
| 18 | 「人形の役」 - Ningyou no yaku                            | 2 agosto 2005     |         |
| 19 | 「外れた仮面」 - Hazureta kamen                           | 9 agosto 2005     |         |
| 20 | 「すり替えられた台本」 - Surikae rareta daihon            | 16 agosto 2005    |         |
| 21 | 「炎のエチュード」 - Honō no Echūdo                       | 23 agosto 2005    |         |
| 22 | 「奇跡の人 最終審査」 - Kiseki no hito saishū shinsa      | 30 agosto 2005    |         |
| 23 | 「対決！二人のヘレン」 - Taiketsu! Futari no Heren        | 6 settembre 2005  |         |
| 24 | 「華やかな迷路」 - Hanayaka na meiro                      | 13 settembre 2005 |         |
| 25 | 「天の輝き」 - Ten no kagayaki                            | 20 settembre 2005 |         |
| 26 | 「マヤを狙う影」 - Maya wo nerau kage                     | 27 settembre 2005 |         |
| 27 | 「見えない落とし穴」 - Mienai otoshi-ana                  | 4 ottobre 2005    |         |
| 28 | 「女優失格」 - Joyū shikkaku                              | 11 ottobre 2005   |         |
| 29 | 「カーミラの肖像」 - Kāmira no shōzō                      | 18 ottobre 2005   |         |
| 30 | 「100万の虹」 - Hyaku-man no niji                         | 25 ottobre 2005   |         |
| 31 | 「一人芝居」 - Hitori-shibai                              | 1º novembre 2005  |         |
| 32 | 「真夏の夜の夢」 - Manatsu no yoru no yume                | 8 novembre 2005   |         |
| 33 | 「野外劇場の奇跡」 - Yagai gekijō no kiseki               | 15 novembre 2005  |         |
| 34 | 「マヤの挑戦」 - Maya no chōsen                           | 22 novembre 2005  |         |
| 35 | 「アルディスとオリゲルド」 - Arudisu to Origerudo         | 29 novembre 2005  |         |
| 36 | 「冬の星座」 - Fuyu no seiza                              | 6 dicembre 2005   |         |
| 37 | 「ふたりの王女(前編)」 - Futari no ōjo (zenpen)           | 13 dicembre 2005  |         |
| 38 | 「ふたりの王女(後編)」 - Futari no ōjo (kōhen)            | 20 dicembre 2005  |         |
| 39 | 「紫の影」 - Murasaki no kage                             | 27 dicembre 2005  |         |
| 40 | 「狼少女ジェーン」 - Ōkami shōjo Jēn                      | 10 gennaio 2006   |         |
| 41 | 「野生の心」 - Yasei no kokoro                            | 17 gennaio 2006   |         |
| 42 | 「芸術祭への賭け」 - Geijutsusai e no kake                | 24 gennaio 2006   |         |
| 43 | 「忘れられた荒野」 - Wasurerareta kōya                    | 31 gennaio 2006   |         |
| 44 | 「無限の舞台」 - Mugen no butai                           | 7 febbraio 2006   |         |
| 45 | 「都会の星」 - Tokai no hoshi                             | 14 febbraio 2006  |         |
| 46 | 「梅の谷へ」 - Ume no tani e                              | 21 febbraio 2006  |         |
| 47 | 「恋の炎」 - Koi no honō                                  | 28 febbraio 2006  |         |
| 48 | 「夢の一夜」 - Yume no ichiya                             | 7 marzo 2006      |         |
| 49 | 「魂の半身」 - Tamashii no hanshin                        | 14 marzo 2006     |         |
| 50 | 「女神の仮面」 - Megami no kamen                          | 21 marzo 2006     |         |
| 51 | 「紅天女」 - Kurenai tennyo                               | 28 marzo 2006     |         |

### Dorama live action
In Giappone il network TV Asahi ha prodotto una serie televisiva in formato dorama live action in due stagioni, la prima di 11 episodi trasmessa a partire dal 7 luglio 1997 che racconta la storia dal primo all'ottavo capitolo del manga, mentre la seconda in 12 episodi trasmessi a partire dal 13 aprile 1998 che arrivano a raccontare le vicende fino al capitolo 11. Nel 1999 ne è stato inoltre realizzato uno Special conclusivo. Gli episodi sono stati diretti da Nishimae Toshinori (西前俊典?), Imai Kazuhisa (今井和久?) e, solo nella seconda stagione, Sugiyama Noboru (杉山登?).

#### Cast del dorama

##### Prima stagione
- Yumi Adachi (Maya Kitajima)
- Rio Matsumoto (Himekawa Ayumi)
- Seiichi Tanabe (Masumi Hayami)
- Yoko Nogiwa (Tsukikage Chigusa)
- Kenji Kohashi Kenji (Sakurakouji Yuu)
- Kazuko Katso
- Kenta Satoi
- Kyoko Togawa
- Nozomi Saitou
- Hinako Saeki
- Mariko Fuji
- Nana Okuyama (ep. 1)

##### Seconda stagione
- Yumi Adachi - Kitajima Maya
- Seiichi Tanabe - Hayami Masumi
- Yoko Nogiwa - Tsukikage Chigusa
- Rio Matsumoto - Himekawa Ayumi
- Kenji Kohashi - Sakurakoji Yuu
- Kazuko Katso
- Kenta Satoi
- Kyoko Togawa
- Nozomi Saito
- Hinako Saeki
- Mariko Fuji
- Yuichi Haba
- Nobuaki Kaneko (ep. 1-2)

#### Episodi
| N°                            | Giapponese 「Kanji」- Rōmaji | In onda           |
| N°                            | Giapponese 「Kanji」- Rōmaji | Giappone          |
| Prima stagione (11 episodi)   | |                   |
| 1                             | 「千の仮面を持つ少女」 - Sen no kamen o motsu shōjo | 7 luglio 1997     |
| 2                             | 「孤独な戦いが今始まる!」 - Kodokuna tatakai ga ima hajimaru! | 14 luglio 1997    |
| 3                             | 「全てを賭けた運命の7間」 - Subete o kaketa unmei no 7-ken | 21 luglio 1997    |
| 4                             | 「紫のバラの人!命がけのヒロイン」 - Murasaki no bara no hito! Inochigake no Hiroin | 28 luglio 1997    |
| 5                             | 「特訓!女優養成竹ギプス」 - Tokkun! Joyū yōsei take gipusu | 4 agosto 1997     |
| 6                             | 「激突!!三重苦の二人は永遠のライバル」 - Gekitotsu! Sanjūku no futari wa eien no Raibaru | 11 agosto 1997    |
| 7                             | 「奇跡の瞬間!奇跡の少女!!」 - Kiseki no shunkan! Kiseki no shōjo!! | 18 agosto 1997    |
| 8                             | 「未来の紅天女を脅かす黒い影」 - Mirai no kurenai ten'nyo o odokasu kuroi kage | 25 agosto 1997    |
| 9                             | 「切なすぎる初恋…誰かが私を狙ってる!?」 - Setsuna sugiru hatsukoi… darekaga watashi o neratteru!? | 1º settembre 1997 |
| 10                            | 「さよなら初恋…永遠にさよなら母さん」 - Sayonara hatsukoi… eien ni sayonara kāsan | 8 settembre 1997  |
| 11                            | 「-影死す…!? ついに紫のバラの人の正体が!? 女優失踪マヤの運命は!? 奇跡はもう一度起こるのか!?」 - - Kage shisu…!? Tsuini murasaki no bara no hito no shōtai ga!? Joyū shissō Maya no unmei wa!? Kiseki wa mōichido okoru no ka!? | 15 settembre 1997 |
| Seconda stagione (12 episodi) | |                   |
| 1                             | 「奇跡の復活をかけて…闘いの幕開け!!」 - Kiseki no fukkatsu o kakete… tatakai no makuake!! | 13 aprile 1998    |
| 2                             | 「蘇る情熱運命の出会い!!」 - Yomigaeru jōnetsu unmei no deai!! | 20 aprile 1998    |
| 3                             | 「再起を賭けた舞台!危険な兄の秘密…!?」 - Saiki o kaketa butai! Kiken'na ani no himitsu…!? | 27 aprile 1998    |
| 4                             | 「さよなら劇団つきかげ!紅天女の後継者は!?」 - Sayonara gekidan-Tsuki-kage! Kurenai ten'nyo no kōkei-sha wa!? | 4 maggio 1998     |
| 5                             | 「仕組まれた罠!?あなたを許さない!!」 - Shikuma reta wana! ? Anata o yurusanai!! | 11 maggio 1998    |
| 6                             | 「運命のライバル激突!ふたりの王女!!」 - Unmei no Raibaru gekitotsu futari no ōjo!! | 18 maggio 1998    |
| 7                             | 「紫のバラの人…やっと会える大切な人」 - Murasaki no bara no hito… yatto aeru taisetsu na hito | 25 maggio 1998    |
| 8                             | 「切ないキス…奇跡!3人の紅天女誕生!!」 - Setsunai kisu… kiseki! 3-ri no kurenai ten'nyo tanjō!! | 1º giugno 1998    |
| 9                             | 「死なないで!命の叫び!!狼少女ジェーン」 - Shinanai de! Inochi no sakebi!! Ōkami shōjo Jēn | 8 giugno 1998     |
| 10                            | 「ライバルの殺意!?私は狼 野生の狼」 - Raibaru no satsui!? Watashi wa ōkami yasei no ōkami | 15 giugno 1998    |
| 11                            | 「求め合う魂…!?紫のバラの人衝撃の告白」 - Motome au tamashī…!? Murasaki no bara no hito shōgeki no kokuhaku | 22 giugno 1998    |
| 12                            | 「紫のバラの真実!!感動と奇跡の最終章」 - Murasaki no bara no shinjitsu!! Kandō to kiseki no saishū fumi | 29 giugno 1998    |

## Accoglienza
Nel sondaggio Manga Sōsenkyo 2021 indetto da TV Asahi, 150 000 persone hanno votato la loro top 100 delle serie manga e Il grande sogno di Maya si è classificata al 21º posto.